# المقاومة الكويتية
بمجرد أن وطأت الجيش العراقي المحتل أرض الكويت غازيا أرضها في الثاني من أغسطس 1990 ، هب الشعب الكويتي الرافض للغزو الغادر للدفاع عن أرضه، قائما إلى جهاد نادت إليه الحكومة الكويتية الشرعية ، وطبقة العلماء والأعيان.

## المقدمة
من الصعب العثور على كلمات تنصف المقاومة الكويتية 1990-1991 القصة المتبقية التي لم تُرو لأزمة دولية كبيرة. بينما كرست وسائل الإعلام الغربية كليشيهات سهلة حول كون الكويتيين لاجئين من فئة الخمس نجوم دفعوا للأمريكيين والبريطانيين لتحريرهم فقد كانت القصة الحقيقية مختلفة تماما. الرجال والنساء والشباب وكبار السن خاطروا بشجاعة (وفي بعض الحالات فقدوا) حياتهم في محاولة لإحباط احتلال قوات صدام حسين. في النهاية تجاوز معدل الخسائر في صفوف المقاومة بكثير معدل خسائر قوات التحالف العسكرية أو الرهائن الغربيين. إن أفعالها هي أكثر من رائعة لأن الناس العاديين هم من قاموا بتنفيذها وقدمت خدمات لا تقدر بثمن لقوات التحالف.
كان للمقاومة أربعة مجالات رئيسية للنشاط:
1. العصيان المدني والذي تضمن في البداية التظاهرات العامة ومقاطعة معظم الأعمال ولكن بعد ذلك تم تضييق نطاقه ليشمل الأخير فقط.
2. الحفاظ على الروح المعنوية من خلال تقديم الخدمات الأساسية وأشكال الدعم الأخرى.
3. منع التدمير في حقول النفط.
4. عمليات عسكرية سواء كانت مهاجمة القوات العراقية أو جمع المعلومات الاستخبارية للحلفاء.

### تشكيلة المقاومة الكويتية
المقاومة الكويتية لم يكن لها زعيم واحد ولا قيادة مركزية. في الواقع لم يكن لديها هيكل تنظيمي رسمي تقريبا. ظهرت الشخصيات الرئيسية وأصبحت المقاومة أكثر تنظيما وترابطا مع الوقت لكنها ظلت دائما حركة شعبية بشكل أساسي.
نشأ شكل المقاومة من الأسرة والجماعات الدينية التي تهيمن على الحياة الكويتية. شكل الناس خلايا من عشرات أو نحو ذلك من أفراد الأسرة أو الأصدقاء أو الزملاء وكان هؤلاء يشكلون سلطتهم الخاصة. في حالة قد تعني الخيانة الموت يمكن لأعضاء هذه الوحدات أن يثقوا ببعضهم البعض تماما. ضحى هذا الهيكل بالكفاءة لصالح الأمن: إذا تم اختراق إحدى الخلايا استمرت الخلايا الأخرى دون تدخل. كان قادة المقاومة الأكثر نجاحا هم أولئك الذين نسقوا الأنشطة بين الخلايا وظلوا بعيدا عن الأنظار. اختلفت الخلايا في الطريقة المثلى لتحدي العراقيين وكانت النتيجة أنها عادة ما تشارك في جهود تكميلية.
حصلت جهود المقاومة على بعض المساعدة الخارجية معظمها من السلطات الكويتية لكن الأفراد داخل الكويت نفسها بدأوا وخططوا ونفذوا جميع الأنشطة تقريبا. كانت تتألف من جميع الأشخاص تقريبا بما في ذلك بعض الأفراد العسكريين ورجال الشرطة ولكن معظمهم من الرجال والنساء العاديين الذين اختاروا البقاء في الخلف والقتال من أجل بلدهم. تسببت بعض الجماعات الإسلامية في حدوث مشاكل ولعبت السياسة من خلال عدم التعاون مع الجماعات الأخرى لا سيما في الأنشطة العسكرية. قد يكون لسلوك الإسلاميين علاقة بحقيقة أنهم يفتقرون إلى الكثير من السلطة في وقت السلم لذلك استغلوا الأزمة لتأكيد أنفسهم. أيضا كان على بعض الإسلاميين الأكثر تفانيا أن يناضلوا مع المشكلة الدينية المتمثلة في دعوة غير المسلمين للمساعدة ضد الغازي المسلم.
بالنظر إلى الوراء وصف مقدم في الجيش الكويتي بشكل صحيح جهود مواطنيه بأنها من بين المقاومة الأكثر إثارة للإعجاب في هذا القرن حيث قال: "في الكويت قاوم الجميع من الأطفال إلى الشيوخ. لم تكن هناك دمى كويتية يمكن للعراق أن يستخدمها لتشكيل حكومة. كان كل كويتي في المقاومة".

### العصيان المدني
تظهر الوثائق التي تم الاستيلاء عليها أنه في الأيام الأولى للاحتلال فوجئ العراقيون حقا بعمق الشعور ضدهم مما ترك الجنود العاديين في حيرة من أمرهم حيث قيل لهم إنهم جاءوا لتحرير الكويت.
ظهرت كتابات مناهضة للعراقيين بما في ذلك التعليقات الساخرة حول ما يسمى بحكومة الكويت الحرة المؤقتة على الجدران في جميع أنحاء الكويت منذ الصباح الأول للاحتلال. كانت أولى الأعمال العلنية ضد الاحتلال هي المظاهرات معظمها مع نساء وأطفال يحملون لافتات وصور للأمير وولي العهد. وجرت العديد من هذه المظاهرات العامة خلال الأسبوع الأول وكان أقربها في 3 أغسطس 1990 بعد يوم واحد من بدء الاحتلال.
بدأت مقاومة مدنية واسعة النطاق في اليوم الرابع للاحتلال عندما أمرت السلطات العراقية الجميع بالعودة إلى العمل. ظل الكويتيون بعيدين بأعداد كبيرة باستثناء أولئك الذين يحتاجون إلى الخدمات الأساسية أو أولئك الذين ذهبوا لأخذ نسخ احتياطية من بيانات الكمبيوتر. في غضون أيام كان الكويتيون يطبعون المنشورات والنشرات الإخبارية على أجهزة الكمبيوتر المنزلية ويقومون بتصويرها ويمررونها باليد أو بالفاكس. راقب الكويتيون الناطقون باللغة الإنجليزية أكثر مصادر الأخبار موثوقية - بي بي سي وسي إن إن وصوت أمريكا - ثم قاموا بنسخ النقاط الرئيسية في النشرات الإخبارية لمن لا يستطيعون فهم اللغة الإنجليزية. عندما أصبحت هذه الأفعال جريمة يعاقب عليها بالإعدام في منتصف سبتمبر تلاشت حملة الرسائل الإخبارية.
في ليلة 11 أغسطس صعد معظم الكويتيين إلى أسطح منازلهم ونادوا "الله أكبر" من النداء الإسلامي للصلاة لمدة نصف ساعة كاملة. وتم تكرار هذا الأمر في ليلة 1 سبتمبر. كانت تجربة تثير الرعب أن يتم سماع آلاف الأصوات تتصاعد من الظلام كصراخ الأرواح الملعونة وقد أرعبت العراقيين إلى حد كبير حتى أنهم أطلقوا الرصاص الحي والرشاشات الآلية فوق أسطح المنازل لإيقافه. وكانت مزيجا من آثار الضوء الأخضر والأحمر يتحدثان عاليا في الهواء فوق المدينة وصوت الأسلحة يتردد فوق الهتاف مصدر إلهام مخيف. الأصوات ضد الرصاص.

### الخدمات والدعم الأساسي
حافظت لجان المناطق الموجودة في ضواحي مدينة الكويت على الخدمات والدعم الأساسي بالتعاون مع الخلايا. وعملت المقاومة بجد للحفاظ على إمدادات الطعام، حيث لم تكن هذه المشكلة في البداية حيث يمتلك العديد من الأسر الكويتية مخزونا لمدة شهر على الأقل من المواد الجافة وامتلكت المستودعات الكويتية ما يكفي من الإمدادات للحفاظ على استدامة البلاد لأكثر من عام. كما أن المواد الغذائية تتدفق إلى البلاد من الأردن والعراق بسبب ارتفاع أسعار الطعام في الكويت.
استمرت الجمعيات التعاونية المحلية التي توفر معظم المواد الغذائية في الكويت في العمل على الرغم من الصعوبات التي واجهتها خلال معظم فترة الاحتلال. ونجحت بعض السلاسل الكبرى المملوكة للأفراد مثل مركز سلطان في البقاء خلال فترة الاحتلال بينما لم تنجح أخرى مثل أمريكانا صفواي والتي تم حرقها في الأيام الأولى من الاحتلال. وعلى الرغم من أن العراقيين كانوا سعداء في البداية بالسماح للمتاجر بالعمل حتى وضعوا حراسا على الأبواب للحفاظ على النظام إلا أنهم بدؤوا بمضايقة مديري المتاجر بعد بضعة أسابيع وحتى اعتقالهم بسبب الشكوك التي أثيرت لدى المخابرات العراقية حول المساعدة التي تقدمها المتاجر للمقاومة على الرغم من عدم إغلاق المتاجر.
كانت المهام الرئيسية المطلوبة هي تجنب تخزين الطعام وتوفير الأموال للكويتيين وإيصال الطعام إلى الأيدي الكويتية (والحليفة). ولتحقيق هذه الأهداف قامت الجمعيات التعاونية بتقييد المشتريات والسماح فقط للأشخاص الذين يعيشون في منطقتهم بالتسوق في متاجرهم. واستمرت المخابز الحيوية في العمل باستخدام عمال كويتيين وفلسطينيين متطوعين لاستبدال الآسيويين الذين غادروا. وقامت النساء الكويتيات بالخبز في المنازل وزراعةالحدائق الخضراء. ونقل بعض الكويتيين الماشية والدواجن إلى حدائقهم سواء من مزارعهم الخاصة أو من مشترياتهم في العراق. وبدأت ضواحي المدن السكنية الأنيقة تبدو وكأنها مزارع.

#### الأموال
استخدمت المتاجر الكبرى للأغذية الأموال التي تلقوها بشكل أساسي كوسيلة لتقييد الإمدادات وتمويل السلع الأساسية المستوردة من العراق بدلا من جني الأرباح. وقد باعت المجموعة الرئيسية المتخصصة في الألبان سلعها بنفس السعر الذي كانت تبيع به بالدنانير العراقية كما فعلت بالدنانير الكويتية أي بنسبة تقريبية تعادل عشر المقدار الحقيقي للسلع. ولكن أكبر حاجة للأموال كانت لرشوة الكويتيين المحتجزين في السجون. ويمكن أن تكون هذه التكاليف باهظة الثمن حيث تتراوح فدية الإفراج عن الكويتيين المختطفين بين 1,000 و100,000 دينار عراقي (وفقا للسعر الرسمي للصرف كان الدينار العراقي يعادل حوالي 3 دولار أمريكي وفي السوق السوداء كان يعادل نحو ثلاثين سنتا).
كان بإمكان الكويتيين جلب الأموال من المملكة العربية السعودية بسهولة نسبية خلال الأسبوعين الأولين قبل أن يغلق العراق الحدود. واستمرت مبالغ كبيرة من أموال الحكومة الكويتية في الوصول بهذه الطريقة مع صعوبة حتى شهر أكتوبر. بعد ذلك بدأ الكويتيون في استخدام أصدقائهم الفلسطينيين لنقل الأموال عبر الأردن والعراق ووجدوا مصادرهم الخاصة داخل الكويت. ويمكن بيع الذهب والدولارات التي تم تخزينها في منازل الكويتيين لكن هذا الإمداد محدود. في إحدى المناسبات قامت المقاومة بسرقة فرع من بنك الكويت الوطني لكن المبلغ الذي تم الحصول عليه الذي يقدر بحوالي 15,000 دينار عراقي لم يكن يستحق المخاطرة به.

#### الصحة
لجان الحي أيضا كانت تعنى بالقضايا الصحية. ومعظم هذه اللجان نشأت في إطار عضوية المتاجر التعاونية للمواد الغذائية والمنظمات الإسلامية المحلية. وكانت اللجنة التنفيذية تجتمع عادة كل مساء مع اجتماع كامل في المسجد المحلي يوم الجمعة بعد صلاة الجمعة. وكانت مهام هذه اللجان تتضمن الحفاظ على الخدمات الأساسية مثل جمع القمامة وتوزيع المياه. وبحلول سبتمبر توقف النظام العادي عن العمل: فقد سرق العراقيون معظم شاحنات القمامة وغادر معظم عمال النظافة الآسيويين البلاد وتحول رجال الأعمال الكويتيون والموظفون الحكوميون الذين كانوا أكثر عرفا بقيادة مرسيدس إلى تشغيل الشاحنات القليلة المتبقية لجمع النفايات في الحي وحرقها. وما لم يمكن استخدامه كسماد للحدائق الخضراء كان الكويتيون يحرقونه في الأراضي الفارغة.
عموما كان العراقيون يمنعون دخول الأعضاء المجروحين في المقاومة إلى المستشفيات لذلك أقام الأطباء الكويتيون ثلاثة مستشفيات تحت الأرض في الضواحي باستخدام معدات تم تهريبها من المستشفيات الرئيسية. وأقام رئيس بنك الدم الكويتي مستشفى صغير تحت الأرض في قبو مبناه القريب من مستشفى مبارك الكبير الضخم. وكان العراقيون قد عزلوا المستشفى تقريبا لكنهم لم يكنوا مهتمين ببنك الدم.
في بعض الأحيان لم يكن للكويتيين خيار سوى أن يأخذوا المقاتلين المجروحين في المقاومة إلى المستشفيات وأحيانا كانوا يتقدمون بخطوات معدودة قبل العراقيين. في حادثة واحدة تم قبول شاب أصيب في رأسه كحالة حادث مروري. وكان العراقيون يعرفون أن شخصا قد أصيب وسينتهي به المطاف في المستشفى لذلك قاموا بتفتيش غرف العمليات بمجرد أن كان على وشك الخضوع للجراحة. وكان المريض في حالة سيئة بوضوح لكن الطبيب الكويتي لم يستطع المخاطرة بإخبار سبب إصابته. وكان من الواضح أن الأشعة السينية للمريض ستظهر الرصاصة في رأسه لذلك قام الأطباء الكويتيون بلفت انتباه العراقيين بحيلة: ترك أحدهم الغرفة مدعيا أنه يذهب لأخذ الصور التي تم تطويرها للتو لكنه في الواقع قام بأخذ صورة أشعة سينية لرأسه وأظهر النتيجة للعراقي الذي رضي بهذه الخدعة وترك طاقم المستشفى ليتابع عمله بدون تدخل.
ربط التعاون الوثيق بين الكويتيين العديد منهم بطريقة لم يشعروا بها من قبل منذ تجربة الثروة السهلة للنفط. وقالت إحدى السيدات الكويتيات الكبيرات في السن: "كنا بهذه الطريقة في الأيام القديمة!" وأضافت: "على الأقل علمونا العراقيون قيمة الحياة وذكرنا بما كانت عليه الحياة في الأيام القديمة" مع تفاؤل بأن يستمر هذا التعاون بعد رحيل العراقيين.

### المقاومة في قطاع النفط
سعت المقاومة إلى الحفاظ على ثروة النفط الثمينة في الكويت حتى وهي تساعد قوات التحالف في مواجهة العراقيين. لذلك كان لأعضاء ما يعرف بمقاومة قطاع النفط العمل بجانب العراقيين للتأثير عليهم بدلا من مواجهتهم مباشرة.

#### الإدارة والسيطرة
في الظاهر كان العراقيون يتوقعون الاحتفاظ بالكويت لذلك حاولوا في البداية السيطرة على صناعة النفط الكويتية. وجلبوا معهم عمال عراقيين عملوا سابقا في مشاريع نفطية مشتركة بين الكويت والعراق مثل خط أنابيب ووضعوهم على الفور في مناصب إشرافية. وعندما حاولوا استدعاء جميع العاملين في قطاع النفط واجهوا مقاطعة من الجميع باستثناء القليل من الفلسطينيين والعمال الطوارئ الذين كان عليهم البقاء في العمل لمنع الضرر على المنشآت. ثم جلب العراقيون مديرين تنفيذيين ومهندسين من شركة نفط جنوب البصرة والشركة الوطنية العراقية للنفط للسيطرة على حقول النفط ومصافي الكويت.
رد الكويتيين كان تشكيل فريق إدارة سري تحت الأرض الخاص بهم. طلب الفريق بالهاتف الفضائي الإذن من الحكومة الكويتية في المنفى في الطائف للعمل بجانب العراقيين في مصلحة الحفاظ على قطاع النفط دون أن يتم تصنيفهم كمتعاونين. بعد الحصول على الإذن بدأوا العمل مع العراقيين. كانت العلاقات بين العراقيين والكويتيين متوترة ولكن العراقيين كانوا يعرفون أنهم يفتقرون إلى القدرات لتشغيل صناعة النفط وأعطوا الكويتيين حرية نسبية. ثم في بداية أكتوبر حاول العراقيون فرض السيطرة المباشرة. وضعوا المزيد من رجالهم ورسموا هيكل تنظيمي جديد ونقلوا الكويتيين إلى مناصب أقل. مع هذه الخطوة خاطر الكويتيون بفقدان الكثير من نفوذهم.
خشى فريق الإدارة السري من أنه إذا كشف العراقيون عن أدوارهم الحقيقية فإنهم سيتم إزالتهم ببساطة. كان عليهم إيجاد طريقة لحماية أنفسهم من العراقيين ومع ذلك الإثراء على العملية. لذلك قاموا بترشيح بعض أعضاء الإدارة الرسمية ليعملوا كحاجز بين أنفسهم كإدارة كويتية حقيقية والعراقيين. ستتلقى الإدارة الرسمية مبدئيا تعليمات من العراقيين ثم تمررها إلى الإدارة الحقيقية التي ستنظر في كيفية خدمة مصالحها في ذلك الوقت. ثم ستعود الإدارة الرسمية إلى العراقيين بأسباب مختلفة لما يمكن أو لا يمكن القيام به. على الرغم من أنه من المستحيل السيطرة على كل شيء إلا أن حقيقة أن العراقيين كانوا جيلا كاملا وراء الكويتيين في تقنية حقول النفط أدى إلى ميلهم للتصديق في اللعبة النفطية. في الواقع كان الكويتيون يديرون أجزاء من عملية النفط ولكنهم دعوا العراقيين يعتقدون أنهم هم من يتحكمون في الأمر.
كما بذل الكويتيون قصارى جهدهم لحماية مخازن وسجلات الهندسة في القطاع. كانت معدات حقول النفط تستحق ملايين الدولارات ويمكن استخدامها في حقول النفط العراقية. كان على الكويتيين رشوة العراقيين لمنعهم من سرقة هذه العناصر. لم يتمكنوا من تأمين كل شيء ولكن تم حفظ الكثير من المعدات مما سمح بإستئناف إنتاج الحقول بعدة أشهر مقارنة بما كان ممكنا على الإطلاق.

#### التقارير والتخريب
طوال الاحتلال أفادت إدارة الكويت السرية بالحالة المحلية في قطاع النفط إلى الحكومة في المنفى عن طريق إرسال تقارير تم إنتاجها على حاسوب منزلي عن طريق الفاكس إلى الطائف باستخدام هاتف فضائي. خلال الأسبوع الثاني من أغسطس نصح العمال النفطيون الحكومة بأن الآبار تم تعدينها. وبسرعة بثت الحكومة هذا كجزء من حملتها الدعائية لإظهار أن العراق كان مستعدا لتدمير بلدهم. هذا سبب قلقا كبيرا على جانب الإدارة السرية والعراقيين الذين كانوا يساعدونهم لأنه سيكون واضحا من أين جاءت التقارير. لم يسمح إلا بعدد محدود من الكويتيين بالدخول إلى حقول النفط لأسباب تقنية وكان عدد قليل من العراقيين لديهم السلطة للسماح لهم بالذهاب إلى هناك. لكن المخابرات العراقية لم تلتفت إلى البث.
على أي حال كان الأمر يناسب الجميع: أراد العراقيون أن يكون التحالف على علم بجاهزيتهم لتفجير الحقول كما فعلوا في النهاية. والمعلومات المبكرة سمحت للحكومة ببدء خطط لجلب فرق مكافحة الحرائق بعد التحرير ولقوات التحالف بالتخطيط للآثار الناجمة عن دخان حقل النفط على عملياتهم.
وضعت المقاومة خطة لإنقاذ أكبر عدد ممكن من حقول النفط من التدمير. قام العمال النفطيون الكويتيون بتهريب خبراء متفجرات من الحرس الوطني الكويتي إلى حقول النفط متنكرين كمهندسين مع وثائق تعريفية من شركة النفط الكويتية. حتى وضعوهم على كشوف الرواتب تحسبا للتحقق منها من قبل العراقيين. كان أفراد الحرس الوطني قادرين على تحديد نوع المتفجرات وأنظمة الأسلاك التفجيرية التي تم حفرها في خنادق لحمايتهم من قصف الحلفاء والسماح بتفجير عدة آبار من نقطة واحدة.
من المظاهر الرائعة لهذه العملية هو أن العراقيين بعد تلقي الرشاوى المناسبة قاموا بتخريب تخريبهم الخاص. حيث قام الكويتيون برشوة العراقيين لإزالة المفجرات من رؤوس الآبار وإعادة توصيل أسلاك التفجير بحيث يتم اكتمال الدائرة عند نقطة التفجير عند الاختبار. وركزوا على الآبار ذات الضغط العالي التي ستتسبب في أكبر مشاكل إذا تم تفجيرها. كان دور أفراد الحرس الوطني حاسما هنا لأن الكويتيين الآخرين ليسوا متخصصين في المتفجرات وكان الوصول إلى الحقول محدودا. لكن الجانب الأكثر لا يصدق في هذه العملية هو حقيقة أن العراقيين بعد تلقي الرشاوى المناسبة قاموا بتخريب تخريبهم الخاص.
حوالي عشرة أيام قبل الحرب البرية في أواخر فبراير 1991 ربما أحدث خطأ آخر خارج الكويت قد ألغى الكثير من عملهم الجيد. أبلغت المقاومة الحكومة في المنفى أنها قامت بتخريب التعدين العراقي لحقول النفط وأن معظم الآبار بخلاف حقل الوفرة وبعض الآبار الأخرى كانت آمنة. بث مسؤول بشكل غبي على ما يبدو خبر هذا الإنجاز. ربما سمع العراقيون البث أو ربما قرروا ببساطة أنهم يجب أن يختبروا الدوائر بشكل حقيقي. في أي حال حاولوا تفجير عدد من الآبار في الروضتين شمال الكويت كاختبار وفشلوا في التفجير. ثم فحص العراقيون الشحنات واكتشفوا التخريب. خلال الأيام القليلة التالية قام مهندسو الجيش العراقي بإعادة ضبط المفجرات بشكل هستيري ثم فجروا الآبار. بشكل عام كانت العملية لا تزال انتصارا للمقاومة حيث تم تدمير حوالي 720 بئرا لكن العراقيين لم يكونوا لديهم الوقت الكافي لإعادة ضبط وتفجير ال 300 بئر الأخرى.
تضمن قطاع النفط المعلومات الأخرى التي نقلتها الحكومة الكويتية إلى الأمريكيين. معلومات أكثر صلة بالجانب العسكري المباشر. حدد الكويتيون في حقول النفط الوحدات العراقية المنتشرة هناك وأرسلوا تفاصيل حول جاهزيتهم القتالية وحتى أسماء ورتب الضباط العراقيين الذين التقوا بهم في بعض القطاعات. بنى العراقيون ورشة دبابات وهمية في منطقة صناعية بالقرب من جنوب الأحمدي. خرجت تفاصيل عن عدد الدبابات الوهمية التي تم إنتاجها وإلى أين تم رصدها.
أضافت هذه المعلومات إلى المراقبة الإذاعية وعبر الأقمار الصناعية وقدمت معلومات لا يمكن للإلكترونيات أو الكاميرات الكشف عنها. كانت هذه المعلومات هي المعلومات البشرية الثمينة التي لم تتمكن قوات التحالف من الحصول عليها من أي مصدر آخر غير المنشق العراقي. وبفضل هذه المعلومات عندما هاجمت قوات المارينز الأمريكية جنوب الكويت في 24 فبراير 1991 عرفوا تقريبا بالضبط مع أي وحدات عراقية يتعاملون وموقعها وقوتها والحدود بينهم.

#### وسائل أخرى للتخريب
اقتطع الجيش العراقي في الكويت الوقود لمركباته من مصافي الكويت التي كانت على بعد بضعة كيلومترات فقط من مواقع القوات العراقية الرئيسية. لم يكن من المنطقي بالنسبة للعراقيين أن يسحبوا الوقود من البصرة. لتشغيل مركباتهم بكفاءة كان يحتاج العراقيون إلى وقود بتقييمات أوكتان محددة. لذلك قام الكويتيون بتغيير تقييمات الأوكتان في نقطة الإنتاج وتسبب في فشل أجزاء المحرك مما أدى إلى حاجة العراقيين لتنظيف وتفكيك محركاتهم بشكل مستمر. للأسف لم يكونوا الوحيدين الذين دفعوا ثمن هذه الخدعة حيث واجه بعض الكويتيين والمحليين مشاكل كبيرة مع كاربوراتورهم خلال الاحتلال. كان ذلك مزعجا للغاية في ذلك الوقت لكنه لم يكن كذلك كثيرا فيما بعد عندما أصبح السبب معروفا.

#### منع تلوث النفط
عرف الكويتيون منذ زمن بعيد أن العراقيين يعتزمون صب النفط الخام في الخليج العربي لإفشال هجوم عسكري بري مشترك. وعلى الرغم من عدم قدرتهم على منع ذلك عملوا على تقليل تدفق النفط.
تتلقى المصافي ونقاط تحميل النفط الخام في الكويت إمداداتها من خزانيين ضخمين أحدهما على الجانب الشمالي لمدينة أحمدي بسعة 8 ملايين برميل والآخر على الجانب الجنوبي بسعة 6 ملايين برميل. وقبل صب النفط كانت هذه الخزانات تحتوي على حوالي 10.7 مليون برميل بالإضافة إلى احتياطيات غير محدودة في حقول النفط القريبة. يتم ضخ النفط الخام من كل خزان إلى الموانئ من خلال نظام صمامات يعرف باسم "منظومة التحميل". وبالتالي فإن المنظومتين هما نقطتين ضيقتين تسيطران على التدفق الرئيسي للنفط من الحقول إلى كل مكان آخر. وخطط العراقيون لصب النفط في الخليج العربي من مجموعة واسعة من المصادر بما في ذلك منصة تحميل بحرية ورصيف، وثلاث ناقلات نفط.
لوقف تدفق النفط من اليابسة كان على الكويتين أن يغلقوا صمامات نظام الأنابيب الذي يؤدي إلى الخزانيين الضخمين بطريقة سرية. وعدم قدرتهم على الوصول إلى الخزانات أو المنظومتين دفعهم إلى التركيز على خط أنابيب تحت البحر بطول 4 أقدام يؤدي إلى محطة الجزيرة. قام المهندسون الكويتيون الأذكياء بتغيير لوح المؤشر على المنظومة الساحلية التي تغذي الأنبوب الرباعي القدم ليشير إلى "مفتوح" عندما يكون في الواقع مغلقا وإعادة التوصيل الكهربائي إلى غرفة التحكم بحيث يشير إلى الاتجاه نفسه. عند فتح صنابير المحطة ينسكب النفط في الأنبوب إلى الخليج العربي تحت الضغط العالي ولكن بدون علم العراقيين لا يتم إعادة ملء الأنبوب. ويبدو أن العراقيين لم يكتشفوا المؤشر المعكوس.

#### المياه والكهرباء
يعتمد توليد الطاقة وتحلية المياه على الرغم من كونهما خدمات مدنية أساسية على الصناعة النفطية بشكل كامل ومتكامل. بمعنى آخر فإن عدم وجود النفط يعني عدم وجود طاقة أو مياه. لا يمكن لسكان الكويت العيش لفترة طويلة في حر الصيف دون مياه عذبة. ويعتمد نظام توليد الطاقة وشبكة تحلية المياه الكويتية على النفط والغاز كمدخلات. وتنتج الكويت حوالي 200,000 برميل يوميا أو ما يكفي للحفاظ على حياة الناس والحفاظ على الخدمات الأساسية.
كان هناك حاجة حرجة أخرى للغاز. تنتج إحدى الشركات الوطنية الكويتية شركة الصناعات البتروكيماوية اليوريا من الأمونيا. وكانت لديهم إمدادات كبيرة وخطيرة من الأمونيا وبالتالي كان عليهم إنتاج الغاز لتحويل الأمونيا إلى يوريا. كما كانت المصافي لديها مخزونات كبيرة من البروبان والبوتان القابلة للاشتعال جاهزة للشحن. وتم تخفيض هذه المخزونات إلى مستوى آمن عن طريق توصيلها إلى محطات الطاقة.

### الجانب العسكري
كان للمقاومة العسكرية أكبر تأثير خلال الأسابيع الستة الأولى. بعد ذلك أفسد الانتقام العراقي الوحشي والقبض على عدة أفراد رئيسيين وسياسة العراق في تفريغ البلد من الكويتيين الجهود إلى حد جعل وزير التخطيط الكويتي سليمان خالد المطوع يطلب في بث إذاعي في أكتوبر من المقاومة وقف أنشطتها العسكرية.
في الساعات الأولى من الغزو عندما أدرك رجال الشرطة الكويتيين أن القوات العراقية حصلت على اليد العليا قاموا بتفريغ خزائن أسلحتهم في المحطات وتوزيع الأسلحة والذخيرة على المواطنين أو إخفائها. على مدى اليومين التاليين تحمل رجال الشرطة والجيش الكويتيين مخاطر كبيرة لاسترداد الأسلحة والذخيرة والمتفجرات وحتى بضعة صواريخ أرض-جو "ستريلا" من مخازن الجيش. كما اشتروا أسلحة أخرى - وخاصة قاذفات صاروخية الدفع (آر بي جي) - من القوات العراقية.
في الأسابيع الأولى من الاحتلال كان العراقيون يعانون من نقص الإمدادات النقل والإمدادات الغذائية والمياه حتى أنهم كانوا يطلبون بانتظام من الكويتيين توصيلهم بالإضافة إلى الطعام والماء. وكان يتفضل الكويتيون بالضيافة بالطريقة العربية الكلاسيكية ولكن في بعض الأحيان كانوا يصرون على القيام بالتفاتات قصيرة لزيارة أم مريضة. وبمجرد وصولهم إلى منزل "أمهم" كانوا يدعون الجنود للدخول وتناول الشاي في إيماءة الضيافة العربية العادية. وبمجرد دخولهم كان الجنود الذين وقعوا في هذا الفخ يتم القبض عليهم وقتلهم. ويبدو أن هناك نسخة مختلفة من هذه الحيلة تشمل فتيات كويتيات يغرين الجنود إلى كمين حيث يتم التعامل معهم بنفس الطريقة.

#### العمليات الخاصة
حاول عدد قليل من قادة المقاومة تنسيق الأنشطة بين الخلايا للتركيز على الأهداف ذات القيمة العالية مثل مراكز الشرطة والمدارس التي يتم استخدامها لإيواء القوات العراقية والمركبات والجنود المعزولين وكبار الضباط. في 27 سبتمبر أطلقوا أربع قذائف من قاذفات الصواريخ آر بي جي على السفارة العراقية التي تعد المقر الإداري الرئيسي للعراقيين. وقد تمت محاولات عديدة على ما يبدو لاغتيال أول حاكم عراقي للكويت علي حسن المجيد. وكانت التقنية المفضلة باستخدام فريق من رجلين هي إسقاط قنابل يدوية أو قنابل مولوتوف على الشاحنات أو حاملات الجنود المدرعة التي تمر تحت الجسور حيث يسقط رجل العبوة الناسفة والثاني يقود السيارة للهروب.
في حالات تصوير المقاومة العسكرية لمثل هذه الهجمات كانوا يدركون قيمة الدعاية للمشاهد التي تظهر المدنيين المسلحين بالأسلحة المصنعة يدويا وهم يزعجون أكبر جيش في الشرق الأوسط. بالفعل تظهر مقاطع فيديو تسجيلية قنابل مولوتوف تسقط على الطريق بجانب شاحنة تمر تحت الجسر ثم تنفجر ثانية في الخلف من الشاحنة مما يؤدي إلى اشتعالها. وأشرطة الفيديو المنزلية التي تظهر الدبابات والشاحنات وحاملات الجنود المدرعة المحترقة في شوارع الكويت ساهمت بشكل كبير في إدراك الجمهور الغربي في النهاية أن الكويتيين يقاتلون من أجل بلدهم وليسوا يستريحون في فنادق فخمة.
في الأسبوع الأول من أكتوبر استخدمت إحدى مجموعات المقاومة صاروخ سام 7 لمهاجمة طائرة نقل عراقية تعمل من مطار الكويت الدولي مما اضطر العراقيين إلى نقل عملياتهم الجوية إلى قاعدة القوة الجوية الكويتية في الصحراء خارج المدينة. كما دخلت هذه المجموعة الكفاح في العراق نفسه من خلال تنفيذ عدة هجمات بسيارات مفخخة في البصرة والزبير شمال الحدود الكويتية. وفي حادث آخر تم استهداف معسكر يحتجز فيه سجناء كويتيين بالقرب من البصرة مما أدى إلى إطلاق سراح العديد منهم. وربما كان الهجوم الأكثر شهرة للمقاومة هو هجوم بسيارة مفخخة في 6 أكتوبر على فندق الكويت الدولي حيث يقيم كبار الضباط العراقيون والمسؤولون المدنيون. وبما أن الفندق يقع على الجانب المقابل للسفارة الأمريكية فقد وصلت التقارير العينية إلى واشنطن في غضون ساعات. وعمل من ضمن المجموعة شخصان في الفندق (كمحاسب وفي قسم الهاتف) وعرفوا بوصول وفد عراقي بارز بشكل خاص. وأخفقت القنبلة في استهداف الوفد ولكنها أودت بحياة اثنين من جنود الجيش العراقي وجلبت المقاومة إلى المدخل بعض أهم العراقيين في الكويت.
أصبحت الهجمات على المركبات العراقية خطيرة للغاية حتى أصدر القادة العراقيون أوامرا وصادرت نسخ منها بعد التحرير بموجبها يتحمل الضابط المسؤول عن أي قطعة معدات مدمرة دفع ثمنها شخصيا.

#### الهواتف الفضائية
كانت الهواتف الفضائية (تكلفة الواحد: حوالي 50،000 دولار أمريكي) ربما أهم أداة عسكرية للمقاومة أكثر من المتفجرات أو الأسلحة. عندما أعادت الحكومة الكويتية نفسها للحكم في المنفى في الطائف بالمملكة العربية السعودية في غضون أسبوع من الغزو بدأت عناصر المقاومة في التواصل معها ومع السفارة الكويتية في واشنطن من خلال نظام هاتف فضائي سري تم استرداده من وزارة الاتصالات بواسطة الشيخ علي سالم العلي الصباح الابن الأكبر لرئيس الحرس الوطني. خلال أوائل سبتمبر اشترت شركة ناقلات النفط الكويتية أربع هواتف فضائية إضافية وتم تهريب البعض الآخر مخفيا في لوحات الجسم وخزانات الوقود لشيفروليه سوبربان أو الشاحنات الصغيرة ثم قامت خدمات الأمن الكويتية بتهريب اثنين آخرين. تمنح هذه الروابط مقدارا من السلطة الفعلية على حائزي مجموعات الهواتف.
كان كل هاتف يعمل أكثر من مجرد هاتف مع طبق فضائي. يمكنه إرسال الفاكسات والتلكسات بالإضافة إلى النقل الصوتي وبالتالي تم استخدامه لإرسال تقارير مكتوبة وخرائط وحتى نسخ من الصور. وسمح بالاتصال المباشر للقادة بالعالم الخارجي لتنسيق العمليات وترتيب الأموال والذخيرة وتحديد احتياجات المخابرات لمخططي العسكريين في التحالف والتواصل مع وسائل الإعلام الغربية للحفاظ على معاناة الكويت في الصحافة. وكان استخدامه الرئيسي تمرير الرسائل بين العائلات. حتى تمكن العديد من الغربيين الذين لا يزالون في الكويت خلال أعياد الميلاد 1991 من الاتصال بعائلاتهم لإلقاء التحيات.
لأسباب أمنية كانت معظم المجموعات لهذه الهواتف لديها أوقات محددة للاستخدام. إذا احتاجت الحكومة في المنفى إلى المقاومة داخل الكويت لفتح الهواتف خارج هذه الأوقات فقد اتخذوا ورقة من خدعة بي بي سي في الحرب العالمية الثانية ضد الألمان وترتيب لعب أغنية معينة عبر الراديو الكويتي الذي كان يبث إلى الكويت من السعودية.
تعطل عدد من الأنظمة أو تم الاستيلاء عليها بحيث لم يبق بنهاية الاحتلال سوى مجموعتين تعملان. خلال الحرب استخدم أحد الهواتف الفضائية الباقية لتوجيه ضربات جوية من التحالف. قام العراقيون بإخفاء مركباتهم تحت جسور الطرق لوضعها خارج نطاق الاستطلاع الجوي أو الفضائي. ولكن الكويتيين على الأرض كانوا قادرين على رؤية المركبات لذا حددوا موقع وطبيعة الهدف للقوات الجوية الأمريكية في الرياض. حذر الأمريكيون المقاومة متى يجب أن يبتعد الكويتيون من المنطقة وبالتأكيد من الصحيح على النقطة الطائرة أن تزمجر فوق الطريق بارتفاع منخفض وتدمر المركبات - من دون إلحاق أضرار خطيرة بالجسر. كانت هذه الهجمات دقيقة لدرجة أن عدة كويتيين بدأوا في الزحف ببطء ويشاهدون الهدف المقصود بكاميرا فيديو ويسجلون اختفاء المركبات في وهج من النيران والدخان.

#### الراديو الهام
كانت الهواتف الفضائية هي الوسيلة الأكثر أمانا للاتصال التي كانت للمقاومة مع العالم الخارجي ولكنها لم تتمكن من تلبية الطلب على الرسائل وحافظت عليها في سرية بسبب مخاطر الأمن على المشغلين. دخل نوادي الراديو الهام في الكويت على الخط وحافظوا على خدمة الرسائل طوال فترة الاحتلال للكويتيين وغيرهم.
كان أحد هؤلاء هو عبد الجبار معرفي مهندس في وزارة الاتصالات متقاعد وأب لثمانية أطفال. من القبو الخاص به في الضواحي استخدم معرفي اسم الاتصال البحريني بدلا من محطته الكويتية 9K2DZ والتي كانت ستحدد مكانه كمحطة كويتية. وقد أرجعت له جهات الاتصال الأمريكية والمنظمات الدولية لنوادي الراديو الهام دورا في تشكيل الرأي العام الأمريكي لدعم العمليات العسكرية. عند اقتراح أحد جهات الاتصال الأمريكية له فرانك مور من إنديانا بدأ في إرسال وصف للحياة اليومية تحت الاحتلال والتي يقوم مور بتنقيتها وتمريرها إلى وزارة الخارجية ومصادر الإعلام.
في النهاية بدأ معرفي في إرسال معلومات استخبارية عسكرية أيضا. على سبيل المثال أفاد بأن العراقيين قد بنوا دبابات وهمية من لوحة فولاذية وأنابيب بطول 6 بوصات ثم وضعوها في الصحراء بتمويه لخداع الاستطلاع الأمريكي. تم تمرير هذه الرسائل الصادرة في البداية من خلال نظير له في هولندا ثم منذ بداية سبتمبر عبر سكوت وارد رئيس مشغلي الراديو على متن سفينة يو إس إس جون إف كينيدي في البحر الأحمر. واستمر وارد في التواصل مع معرفي حتى اضطرت سفينته إلى الحفاظ على صمت إذاعي مع بدء العملية العسكرية ضد العراق. لم يتمكن من الإرسال لكنه لا يزال يستقبل. وكانت لمعرفي علاقات أخرى في شبكته الواسعة تشمل السفارة الكويتية في لندن وزملاء في غواتيمالا ومصر وألمانيا ولبنان وباكستان والسويد وسويسرا.
بشكل غير مفهوم لم يقل العراقيون لمعرفي مرة واحدة أن يخفض هوائيه على الرغم من أنه كان في العراء. قد يكونوا قد اعتبروه على أنه هوائي تلفزيون كبير.

### النساء الكويتيات
يعتبر العديد من الكويتيين أن النساء هن عمود العمل في المقاومة. كانت خدماتهن القيمة تشمل حمل الأسلحة وتزوير الأوراق بالإضافة إلى توفير العديد من المهارات التنظيمية اللازمة لتشغيل حملة معقدة.
في البداية كان العراقيون يعاملون النساء الكويتيات اللواتي يقودن على حدة بالاحترام والضبط. كان معظم الجنود قد تم إعطاؤهم أوامر واضحة بالتصرف بلطف مع النساء. ومن خلال التعرف على ذلك لعبت النساء الكويتيات دورا كبيرا عن طريق حمل الأسلحة والذخيرة المخفية عبر نقاط التفتيش التي كان من المفترض فحص الرجال فيها. كانت هذه مهمة خطيرة للغاية تتطلب شجاعة كبيرة لأنهن كن في حالة وحدة تامة إذا اكتشف العراقيون شحنتهن.
تبرز عدة شابات لشجاعتهن بما في ذلك وفاء العامر وخلود الخميس وإيمي بورهان وأسرار القبندي. شاركت وفاء البالغة من العمر 23 عاما والتي تعمل كفنية تصوير طبي في تفجير فندق الكويت الدولي وما لا يقل عن اثنين من التفجيرات الأخرى بما في ذلك المطاعم التي تخدم الجنود العراقيين في مناطق خيطان وحساوي. كما قدمت بطاقات هوية مزيفة للعديد من الكويتيين. وفي النهاية تم القبض عليها وقتلها.
خلود الصحفية شاركت بنشاط في العديد من الهجمات لصالح المقاومة ولها نهاية سعيدة بشكل خاص. وقعت في حب شاب في خلية المقاومة الخاصة بها خلال الاحتلال وتزوجا بعد التحرير.
إيمي الفتاة المراهقة الجميلة ابنة طيار كويتي يعمل في شركة الخطوط الجوية الكويتية وذات الأصول الإنجليزية كانت وحيدة في الكويت في وقت الغزو حيث كانت والدتها في الخارج وغير قادرة على العودة. حولت إيمي بيتها في شارع هادئ في ضاحية مشرف الفخمة إلى مكان لاجتماعات المقاومة. واستفادت بشكل كامل من حجمها الصغير ومظهرها الجذاب اللافت وتظاهرت بأنها تحمل أسلحة عند نقاط التفتيش العراقية. وما زالت إيمي ترتجف عندما تتذكر الخطر المترتب على ذلك والخوف الشديد الذي واجهته عندما اقتربت من نقاط التفتيش العراقية والسحر الذي عمل في كل مرة عدا مرة واحدة عندما قال لها العراقيون أن تتوقف وتنتظر بجانب الطريق. ثم جاءت سيارة أخرى خلفها وقال لها الجنود أن تستمر في القيادة.
لكن أسرار القبندي كانت البطلة الكبيرة في المقاومة. فعند ذكر اسم أسرار في الكويت اليوم سيعرف كل كويتي عن من تتحدث. وهي تحظى بتقدير كويتي بمثابة جان دارك الكويتية ولا يتم مبالغة في النسبة. كانت أسرار امرأة من زمن متقدم بعدة سنوات. على الرغم من أنها من أسرة كويتية متحفظة ومحافظة إلا أنها درست في الولايات المتحدة وتفضل الجينز والتيشيرتات على الملابس التقليدية وكانت ترتدي نظارات طبية كبيرة وتتحدث بلهجة وعادات أمريكية. كانت تتميز بالحماس والثقة وكان الوقت قصيرا جدا لكل ما كانت تريد القيام به. كانت عنيدة بطبعها وكانت مقتنعة تماما بأن طريقتها في القيام بالأمور هي الصواب. وبفضل طبعها الناري ولسانها الحاد لم يكن لديها وقت للحمقى أو الكسالى أو الأغباء. كانت قوية الإرادة ومليئة بالطاقة وكانت قصيرة القامة ولديها حس فكاهي قوي وازدراء تام للعراقيين. وقد أدى هذا الأخير إلى اعتقالها في بداية نوفمبر وإلى مصير مروع.
كانت مهمتها الأولى في بداية أغسطس مع صديقتها هند البحر هي العثور على ملجأ آمن لأفراد العائلة الحاكمة آل صباح وإخراج خمسة عشر طفلا من آل صباح وهم أهداف رئيسية للعراقيين من البلاد. في هذا الجهد انضمت مجموعة أسرار إلى هاشم بهبهاني الأستاذ المتميز في العلوم السياسية في جامعة الكويت. وتضمنت أنشطة أسرار التالية تزوير رخص القيادة للكويتيين والأمريكيين والبريطانيين الذين يختبئون (لتحديد جنسيات آمنة) وتزوير سجلات تسجيل السيارات ودعم الكويتيين والغربيين في منطقتها المباشرة وإقامة بيوت آمنة ومساعدة السفير البحريني عيسى الجامع في إصدار جوازات سفر للكويتيين الذين كانوا عرضة بشكل خاص للعراقيين. وقامت هي وآخرون بتوزيع عشرات آلاف الدنانير العراقية من الأموال الحكومية الكويتية المهربة إلى الغربيين الذين يختبئون من خلال غربيين آخرين يتحركون بحرية. وفي إحدى المناسبات باستخدام بشرتها الداكنة لمصلحتها قامت بتنكر نفسها في ساري هندي كهندية وتهريب بيانات حيوية على أقراص الكمبيوتر من مبنى وزارة.
عندما جاءت الأوامر من الطائف للمقاومة بوقف العمليات العسكرية في الكويت الحضرية لأن الإجراءات الانتقامية العراقية كانت تقتل الكثير من الكويتيين فقد قامت هي وصديقتها بتفحص الأهداف في البصرة لهجمات بسيارات مفخخة في العراق نفسه. كما نظمت مقابلات باستخدام الهاتف الفضائي مع شبكات التلفزيون الأمريكية والبريطانية والفرنسية للحفاظ على الكويت في التركيز العام. بدت الشابة في كل مكان وكانت تؤمن بعقيدتها الثابتة بأن الكويت ستتحرر. أصبح شعارها وشعار المقاومة بأكملها "الله، الوطن، الأمير!" ويوجد فيديو لها تظهر فيه وهي ترش الشعار على جدار.
كانت نقطة ضعف أسرار هي أنها شعرت أن العراقيين أغبياء جدا ليمسكوا بها. كانت تحتقرهم لدرجة أنها بدت كأنها لا تشعر بالمخاطر التي تتحملها. كانت مساومتها الوحيدة على الأمان هي افتراض هوية مزيفة باسم سارة مبارك وترتيب قصة غطاء مع والدها بأنها غادرت المنزل منذ عامين.
في نهاية أكتوبر غادرت أسرار الكويت إلى المملكة العربية السعودية عبر مركز الحدود النويصيب الذي فتحه العراقيون للنساء والأطفال الكويتيين والرجال الكبار في منتصف سبتمبر. أقامت ليلة واحدة في الخفجي مع شقيقها بسام. كانت الخطة في ذلك الوقت هي أن تسافر إلى الطائف ثم إلى الولايات المتحدة للشهادة أمام الكونغرس الأمريكي. ومع ذلك من شرفة الفندق في الخفجي كانت ترى أضواء الكويت عبر الحدود. قررت العودة على الرغم من أنها تشك في أن العراقيين يعرفون الآن اسمها الحقيقي وهويتها المزيفة. التمس بسام منها عدم العودة قائلا إنها فعلت أكثر من حصتها بالفعل لكنها لم تستمع لذلك. كان آخر مرة يراها فيها. عثرت أسرار على سيارة بيك أب كانت عائدة إلى الكويت وتقوم بتهريب الأموال المخبأة في هيكل السيارة. كان السائق يعرف الصحراء جيدا وسافر بسرعة متفوقا على الخط الدفاعي العراقي على طول الحدود. خلال ساعات حصل أخو أسرار عدنان في الطائف على اتصال منها تقول فيه: "تخمن أين أنا؟" ظن أنها في الرياض أو حتى في الولايات المتحدة لكنها ضحكت قائلة: "لا، في الكويت"!
انتهى حظ أسرار في الأسبوع الأول من نوفمبر. إذ أن اعتقال عدد من قادة المقاومة الرئيسيين أقنعها بأن هويتها المزيفة قد تم كشفها لذا ذهبت في 4 نوفمبر إلى عمها عبد الله لاستلام أوراق تعريف ابنته التي كانت مقاربة لها في السن. بعد فترة من الوقت تم توقيف أسرار في حاجز طريقي عراقي واعتقالها. في تلك الليلة عندما فرض حظر التجول في الساعة 11:00 مساء اقتحم عشرون رجلا من المخابرات منزل العائلة واعتقلوا والدها وعمها وشقيقها. فشلت الجهود اليائسة لإطلاق سراح أسرار حيث علم العراقيون بشكل واضح بمدى نشاطاتها من خلال تعذيب زميل مقبوض عليه.
تم استجواب والدها أمامها لكنهما أصرا على قصة عدم رؤية ابنتهما لمدة عامين. عندما عرض العراقيون شريطا مسجلا لمكالمة هاتفية بين الاثنين فهم محمد أنهم يعرفون الكثير من المعلومات عن ابنته وأنها ربما تموت. في نقطة ما ضرب العراقيون أسرار أمامه ورموها بين رجلين كبيرين. وعندما هددوا باغتصابها أمامه قفزت ورشقتهم بلعابها صارخة بأنهم ليسوا رجالا كفاية للقيام بذلك. في النهاية تعب العراقيون من هذه اللعبة حيث كانت أسرار قد قالت لوالدها القليل عن نشاطاتها وتم رشوة والدها وشقيقها وعمها للخروج من الحجز في 29 ديسمبر.
تُعرف بعض تفاصيل احتجاز أسرار. تم ربطها بمكتب لمدة لا تقل عن سبعة عشر يوما ولم يسمح لها حتى بالذهاب إلى الحمام. ثم تم نقلها إلى غرفة مع فتيات أخريات حيث سمح لهن باستخدام الحمام والنوم على الأرض مع بطانيات رقيقة. وتقلصت حدة الضربات عندما بدأ العراقيون يجعلون النساء يطبخن لهم ويغسلن ملابسهم. في النهاية حصلت أسرار على احترام آسيريها واستخدمت هذا للتفاوض على ملابس دافئة للسجناء.
تم قتل أسرار في 13 أو 14 يناير قبل يومين فقط من بدء الحرب الجوية حيث أطلق عليها أربع رصاصات في الصدر وواحدة في الرأس. ثم قطع رأسها إلى نصفين بفأس وتم التخلص من جثتها خارج منزل عائلتها المهجور وهي لا تزال ترتدي الجينز والقميص الذي تم القبض عليها به. كان وجهها غير معروف وفي جيبها كانت صفحة مطوية ملطخة بالدماء تحتوي على آيات قرآنية مكتوبة باليد والنظارات التي تعرف بها. كإهانة نهائية للعائلة طلب العراقيون الحصول على شهادة وفاة من مركز الشرطة المحلي قبل السماح بالدفن وقد سجلوا مكان الوفاة في المستشفى بدلا من مركز التعذيب.

### الغربيون
شملت المقاومة غير الكويتيين أيضا. انضم سكان عرب أجانب مقيمون في الكويت وخصوصا المصريين والفلسطينيين والسعوديين والبدون (عرب بلا جنسية) إلى الجهود. كان الغربيون أيضا يشعرون بروابط مشتركة مع الكويتيين إذ لم يتم غزو بلادهم ولكن تم غزو منازلهم وشعروا بالغضب البارد مثل الكويتيين. لذلك شارك بعضهم في عمليات المقاومة الصغيرة وقدموا المشورة التقنية. علم مجموعة من الألمان المقاومة كيفية بناء المؤقتات للمتفجرات. ساعد دون لاثام محارب أمريكي سابق في الفيتنام في بناء قنبلة سيارة أفضل باستخدام مبيد النيترات والديزل وكذلك راي واشر الخبير السابق في الجيش البريطاني للمواد الحربية الذي كان هو الأخر محتجزا لفترة في الكويت.
هذه المجموعة من السجانين التي تضم العديد من الرجال السابقين في الجيش أصبحت نقطة الاتصال المقترحة للقوات الخاصة البريطانية التي كانت ستتسلل إلى الكويت وتعمل كمنسقين محليين لأي عملية لإنقاذ المختبئين فضلا عن الدبلوماسيين في السفارات. لم يتمكن الحلفاء من التواصل من خلال السفارة البريطانية حيث كانت الرابطة الصوتية لها مع أبو ظبي غير آمنة ولكنهم بحاجة إلى الاتصال بالمقاومة التي ستأخذهم بعد ذلك إلى المركز الرئيسي حيث يمكن إخفاؤهم.
لإنشاء هذا الرابط كان على الحلفاء أن يثبتوا للمركز الرئيسي أن رسالتهم الأولية لم تكن خدعة. زار ضابط من إنجلترا ليسلي ديفي زوجة مايك ديفي وطلب منها اقتراحات حول كيفية إثبات لمايك أن الرسالة كانت قد وصلت منها. اقترحت عبارة "ثورا ثيرد قد ذهبت للقيادة في طرق خضراء" وشرحت لضباط المخابرات الغربيين أن "ثورا ثيرد" كانت سيارة مايك لاند روفر في إنجلترا وأن "القيادة في طرق خضراء" كانت تعبير العائلة عن القيادة في الغابات الخلفية أو "الطرق الخضراء". وبالفعل وصلت الرسالة إلى مايك عبر هاتف الأقمار الصناعية وأثبتت هوية الحلفاء.
من جانبها رعت المقاومة العديد من الغربيين المختبئين من القوات العراقية وزودتهم بالطعام والسجائر. وفر الكويتيون المأوى للأميركيين والبريطانيين والفرنسيين والألمان في بيوت آمنة وفي منازلهم الخاصة على مسؤوليتهم الشخصية ومعرضين للخطر الكبير. لحسن الحظ لا يوجد حالات مؤكدة لقتل الكويتيين بسبب إخفاء الغربيين ولكن العديد منهم نجوا بأعجوبة.
ربما كانت المساعدة الأكثر انتشارا التي قدمتها المقاومة للغربيين هي تزوير رخص القيادة التي تحدد جنسيات آمنة (مثل الأسترالية والدنماركية والإيرلندية والنيوزيلندية والكندية) وتعديل سجلات تسجيل السيارات حتى يمكن استخدامها دون حجزها. ويعتقد العديد من الغربيين الذين كانوا يختبئون في الكويت أنهم مدينون بحياتهم للمقاومة. خلال التظاهرات في لندن في أوائل عام 1991 دعما للعملية العسكرية حمل بعض هؤلاء الأشخاص لافتات تقول "أنا على قيد الحياة بسبب الكويتيين".

### الخسائر والوفيات
توفي حوالي 300 كويتي نتيجة مباشرة للغزو والاحتلال. ومن بينهم 9 نساء. توفي حوالي 190 كويتيا في الغزو نفسه خاصة في المعارك التي شهدتها في 2 أغسطس أو نتيجة الحرب الجوية والبرية أو قنابل غير منفجرة أو نقص الرعاية الطبية. وقتل الأفراد الآخرون الـ 110 نتيجة لهجمات المقاومة أو الانتقام. ومن بينهم تم تنفيذ إعدامات لـ 62 شخصا ويعتقد أن 13 شخصا توفوا تحت التعذيب. وقتل 22 آخرون خلال المقاومة المدنية (مثل المظاهرات المعادية للعراق) و 13 خلال المقاومة المسلحة.
قد لا يبدو عدد الأفراد الذين قتلوا 110 نتيجة لهجمات المقاومة أو الانتقام كبيرا. ومع ذلك تخفي الأرقام بعض الحقائق المخيفة. أولا كانت العديد من تلك الوفيات وحشية وتليها أيام أو أسابيع من التعذيب الوحشي. ثانيا كان المتوسط السكاني للكويتيين في الكويت لمعظم فترة الاحتلال حوالي 300،000 وهذا يعني أن عدد الكويتيين الذين قتلوا في فترة الاحتلال البالغة سبعة أشهر كان ضعف عدد الأمريكيين الذين قتلوا في حرب فيتنام التي استمرت عقدا من الزمان. ثالثا لا يعكس العدد الصادم الآثار النفسية للاغتصابات والاعتداءات الأخرى التي تعرض لها الكويتيون بأعداد مئات وربما الآلاف. ورابعا لا يتضمن هذا الرقم الـ 564 كويتيا الذين لا يزالون مفقودين إما لأنهم محتجزون في العراق أو تم تدمير جثثهم أو لا يمكن العثور عليهم. ومع مرور السنوات تتلاشى الأمل في العثور على المواطنين المفقودين.

### التقدير
كانت هجمات المقاومة على العراقيين تحقق فرقا كبيرا. حافظوا على عدم التوازن لدى القوات المحتلة وحافظوا على شرف البلد وقدموا مقومات حقيقية لقوات التحالف وخفضوا الأضرار البيئية التي حاول صدام حسين تسببها في المنطقة. ساعدت المقاومة قوات التحالف عن طريق تزويدهم بمعلومات مهمة حول المعنويات والكفاءة القتالية للقوات العراقية وتحديد الأهداف. وفي رسالة تكريم مشرقة موجهة للمقاومة الكويتية بتاريخ 8 مارس 1991 أشار اللواء تشارلز هورنر من سلاح الجو الأمريكي إلى "الأساليب البارعة والمبتكرة لتبادل المعلومات الحيوية حول تصرفات ونوايا العدو في مسرح عمليات الكويت". وأعلن أيضا عن امتنان الأمريكيين لتحديد مواقع القوات العدو المنتشرة ومخازن الذخائر والأسلحة الكيماوية والبيولوجية. ولا يمكن تصور أن النضال لتحرير الكويت كان قد كلف الكثير على القوات التحالفية وشعب الكويت إذا لم يتم تلقي معلومات دقيقة وفورية عن هذه المنشآت من الجنود الشجعان في المقاومة الكويتية.
ربما لم يتجاوز عدد العراقيين الذين قتلوا أو جرحوا بسبب هجمات المقاومة ألفا لكنه نقَل الرسالة الواضحة بأن المحتلين غير مرحب بهم. وفي المجمل قتل الكويتيون أو جرحوا عددا أكبر من العراقيين مما فقدوه في المقاومة. والأهم ربما كان الجهد العسكري قد استهلك حوالي ثلاثين ألف جندي عراقي أي أكثر من 10 في المائة من جيشهم في الكويت. وكان العديد منهم من أفضل قوات صدام حسين.
كانت مساهمة المقاومة في الإرادة السياسية للذهاب إلى الحرب مهمة على الأقل بنفس القدر. وكانت حسابات الحياة تحت الاحتلال والفظائع وشجاعة الكويتيين العاديين التي نُقلت من خلال أشخاص مثل عبد الجبار معرفي وأسرار القبندي حاسمة في الحفاظ على رأي الرأي العام الغربي مركزا على قضية حقوق الإنسان. ساعدت أفعال المقاومة الكويتية على الحفاظ على الموقع الأخلاقي العالي للكويت بطريقة لا يمكن للسياسيين والدبلوماسيين واستشاريي العلاقات العامة أن يفعلوا ذلك.

## شخصيات بارزة
- جابر الأحمد الصباح
- سعد العبد الله السالم الصباح
- عذبي فهد الأحمد الصباح
- عبد الوهاب المزين
- محمد مبارك الفجي[2]
- محمود الدوسري[3]
- سعد شرار (أبو التفخيخ)[4]
- أحمد قبازرد
- أسرار القبندي
- وفاء العامر
- علي سالم العلي الصباح
- عبد الجبار معرفي
- عدنان سفر معرفي
- سميره معرفي
- انعام العيدان
- خلود الخميس
- إيمي بورهان
- دعد الحريري
- عيسى الجامع
- خيران نواف العنزي (قائد في بعض مناطق الجهراء)